# Magnus Sjödahl
Bengt Arvid Magnus Sjödahl, född 13 augusti 1958 i Rya församling, Kristianstads län, är en svensk politiker (kristdemokrat), som var riksdagsledamot 2013–2014 för Skåne läns södra valkrets.
Magnus Sjödahl har haft kommunala uppdrag i Lund för Kristdemokraterna, bland annat i utbildningsnämnden och valnämnden. Han har även varit nämndeman i Lunds tingsrätt. Efter att ha flyttat till Sjömarken i Borås kommun 2016 har han  engagerat sig i kommunpolitiken där. Sjödahl är sedan 2018 ledamot i kommunfullmäktige, vice ordförande i Fritids- och folkhälsonämnden, ersättare i valnämnden samt nämndeman i Borås tingsrätt. Han är även ersättare i Kollektivtrafiknämnden i Västra Götaland.
Han var ledamot av Sveriges riksdag 21 februari 2013–september 2014.
Magnus Sjödahl är socionom. Han var och en av initiativtagarna till bildandet av Taxi Skåne och har arbetat på olika poster inom taxibranschen under 30 år.